# Jonas Valančiūnas
Jonas Valančiūnas (Utena, 6 de maio de 1992) é um jogador lituano de basquete profissional que atualmente joga no Sacramento Kings da National Basketball Association (NBA).
Ele foi selecionado pelo Toronto Raptors como a quinta escolha geral no draft da NBA de 2011. Em 2019, ele foi negociado com o Memphis Grizzlies. Na offseason de 2021, ele foi negociado com o New Orleans Pelicans.
Valančiūnas é membro da Seleção Lituana desde os 19 anos. Ele ganhou duas medalhas de prata do EuroBasket no EuroBasket de 2013 e no EuroBasket de 2015.

## Carreira profissional

### Perlas Vilnius (2008–2010)
Valančiūnas começou a jogar profissionalmente pelo Perlas Vilnius em 2008. Durante a temporada de 2008–09, o time jogou na Liga Nacional de Basquetebol (NKL), a segunda divisão da Lituânia, mas subiu para a primeira divisão, Liga Lituana de Basquetebol (LKL), na temporada seguinte. 
Em janeiro de 2009, Valančiūnas assinou um contrato de longo prazo com a potência lituana Lietuvos Rytas, mas, como o Perlas era o clube filho do Lietuvos Rytas, ele não se mudou imediatamente para o Lietuvos Rytas, permanecendo no clube durante a primeira metade da temporada de 2009–10.

### Lietuvos Rytas Vilnius (2010–2012)
Em 17 de janeiro de 2010, Valančiūnas finalmente se mudou para o Lietuvos Rytas. Um mês depois, Lietuvos Rytas venceu a edição de 2010 da Copa LKF. Enquanto jogava lá, Valančiūnas jogou em três vezes nas Finais da LKL, em 2010, 2011 e 2012. O time venceu a série de 2010 contra o Žalgiris por 4–3, mas perdeu para o mesmo time no ano seguinte por 1–4 e 0–3 em 2012.
Valančiūnas se tornou o MVP de fevereiro na VTB United League em 2012. Dois meses depois, ele ganhou o prêmio EuroCup Rising Star e foi nomeado para a Equipe Ideal da EuroCup. Ele teve médias de 10,8 pontos, 7,6 rebotes e 1,6 bloqueios enquanto levava Lietuvos Rytas ao terceiro lugar.
Valančiūnas foi nomeado três vezes o Jogador de Basquete do Ano da Lituânia – em dezembro de 2011, dezembro de 2012 e em 17 de dezembro de 2014. Ele também foi nomeado duas vezes o Jogador Jovem Europeu do Ano da FIBA, em fevereiro de 2012 e fevereiro de 2013.

### Toronto Raptors (2012–2019)

#### Temporada de 2012–13
Valančiūnas foi considerado um dos principais prospectos no draft da NBA de 2011 e foi selecionado pelo Toronto Raptors como a quinto escolha geral. Ele assinou um contrato de 2 anos e US$6.9 milhões com o Raptors em 18 de julho de 2012 e fez sua estreia na NBA em 31 de outubro de 2012, durante um jogo contra o Indiana Pacers. Ele registrou 12 pontos e 10 rebotes em 23 minutoscomo titular, tornando-se o primeiro novato dos Raptors desde Damon Stoudamire (1995) a registrar um duplo-duplo em seu primeiro jogo.
Em 5 de abril de 2013, Valančiūnas foi nomeado Novato do Mês da Conferência Leste pelos jogos disputados em março. Ele ficou em primeiro lugar entre os novatos da Conferência Leste em médias em rebotes (7,3) e bloqueios (1,07). Ele também ficou em segundo lugar em porcentagem de lance livre (82%) e em quarto em pontuação (11,4 pontos), alcançando dois dígitos em pontos em 11 de seus últimos 12 jogos.

#### Temporada de 2013–14

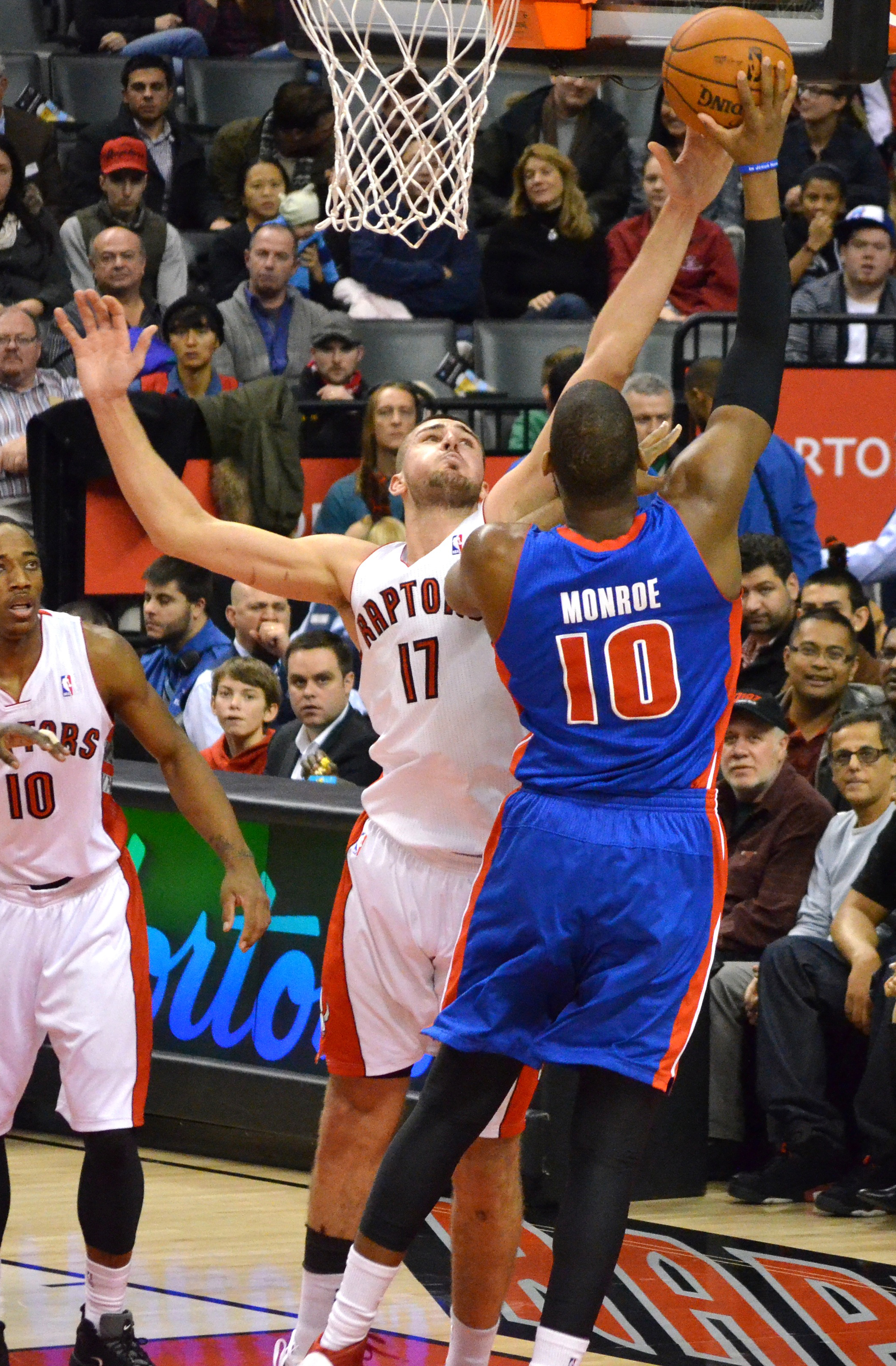
Valančiūnas bloqueia o seu futuro companheiro de equipe, Greg Monroe.

Em 22 de julho de 2013, Valančiūnas foi nomeado MVP da Summer League de Las Vegas, tornando-se o primeiro não americano a ganhar o prêmio após ter médias de 19 pontos e 10 rebotes em quatro jogos.
Em 27 de dezembro de 2013, Valančiūnas registrou 18 rebotes, o recorde da carreira, em uma vitória de 95–83 sobre o New York Knicks. Em 9 de abril de 2014, ele marcou 26 pontos, o recorde da carreira, em uma vitória de 125–114 sobre o Philadelphia 76ers. Dois dias depois, ele registrou 21 rebotes, o recorde da carreira, em uma derrota de 108–100 para os Knicks.
Os Raptors terminaram como a terceira melhor campanha na Conferência Leste na temporada de 2013–14 e enfrentaram o Brooklyn Nets na primeira rodada dos playoffs. No Jogo 1 da série, Valančiūnas registrou 17 pontos e 18 rebotes, superando o recorde da franquia de Keon Clark de mais rebotes em um único jogo de playoffs. Valančiūnas também se tornou o segundo jogador dos Raptors a registrar um duplo-duplo em sua estreia nos playoffs; o primeiro foi Tracy McGrady. Os Raptors perderam a série por 4–3.

#### Temporada de 2014–15
Em 31 de janeiro de 2015, Valančiūnas marcou 31 pontos, o recorde da carreira, em uma derrota por 114–111 para o Detroit Pistons. Valančiūnas ficou em segundo lugar na categoria de porcentagem de arremesso durante a temporada de 2014-15.

#### Temporada de 2015–16

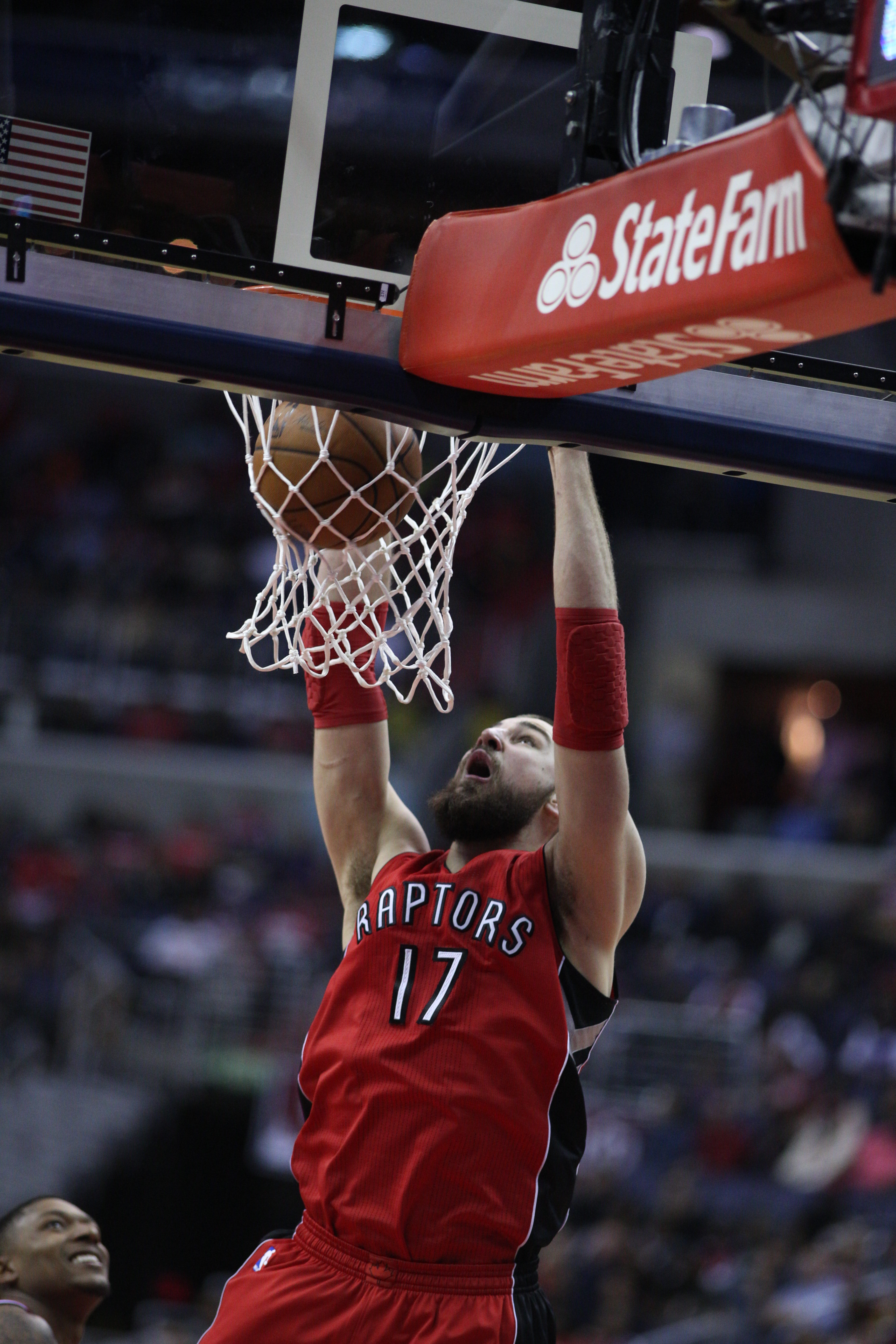
Valančiūnas enterrando na cesta

Em 20 de agosto de 2015, Valančiūnas assinou uma extensão de contrato de quatro anos e US$ 64 milhões com os Raptors.
Em 22 de novembro de 2015, ele foi afastado por seis semanas com uma fratura na mão esquerda. Ele voltou à ação em 28 de dezembro contra o Chicago Bulls após perder 17 jogos devido à lesão. Em 10 de março de 2016, em uma vitória sobre o Atlanta Hawks, ele registrou 10 pontos e 10 rebotes, seu recorde de 16º jogo consecutivo marcando dois dígitos e seu 16º duplo-duplo da temporada. Seu recorde de dois dígitos terminou em 17 jogos após machucar novamente a mão esquerda em 14 de março contra os Bulls, deixando o jogo com 2:25 restantes no primeiro quarto e não retornando.
Em 30 de março de 2016, Valančiūnas registrou 19 pontos e 9 rebotes em uma vitória de 105–97 sobre o Atlanta Hawks, ajudando os Raptors a registrar uma temporada de 50 vitórias pela primeira vez na história da franquia. Em 1º de abril, ele registrou 11 pontos, 14 rebotes e sete bloqueios, o melhor da carreira, em uma vitória de 99–95 sobre o Memphis Grizzlies. Os Raptors terminaram a temporada regular como a segunda melhor campanha no Leste com um recorde de 56–26.
No Jogo 1 da série de primeira rodada contra o Indiana Pacers, Valančiūnas estabeleceu um recorde de playoffs da franquia com 19 rebotes, superando sua própria marca definida em 2014. No Jogo 2 da série, Valančiūnas registrou 23 pontos e 15 rebotes, o recorde da carreira nos playoffs, em uma vitória por 98–87, empatando a série em 1–1. Os Raptors venceram a série por 4–3. Na segunda rodada, os Raptors enfrentaram o Miami Heat, mas no Jogo 3 da série, Valančiūnas teve uma torção no tornozelo direito. Posteriormente, ele perdeu oito jogos seguidos, retornando à ação no Jogo 5 das Finais da Conferência Leste contra o Cleveland Cavaliers. Os Raptors perderam para os Cavaliers no Jogo 6 e foram eliminados.

#### Temporada de 2016–17
Na abertura da temporada dos Raptors em 26 de outubro de 2016, Valančiūnas registrou 32 pontos, o recorde da carreira, e 11 rebotes em uma vitória de 109–91 sobre o Detroit Pistons. Em 10 de janeiro de 2017, ele pegou 23 rebotes, o recorde da carreira, e 18 pontos em uma vitória de 114–106 sobre o Boston Celtics.
Em 31 de março de 2017, Valančiūnas fez história no terceiro quarto da vitória dos Raptors por 111–100 sobre o Indiana Pacers. Ele teve 13 de seus 17 rebotes durante o quarto, estabelecendo um recorde da franquia de mais rebotes em um único período. Ele também teve 16 pontos em seu 28º duplo-duplo na temporada.

#### Temporada de 2017–18

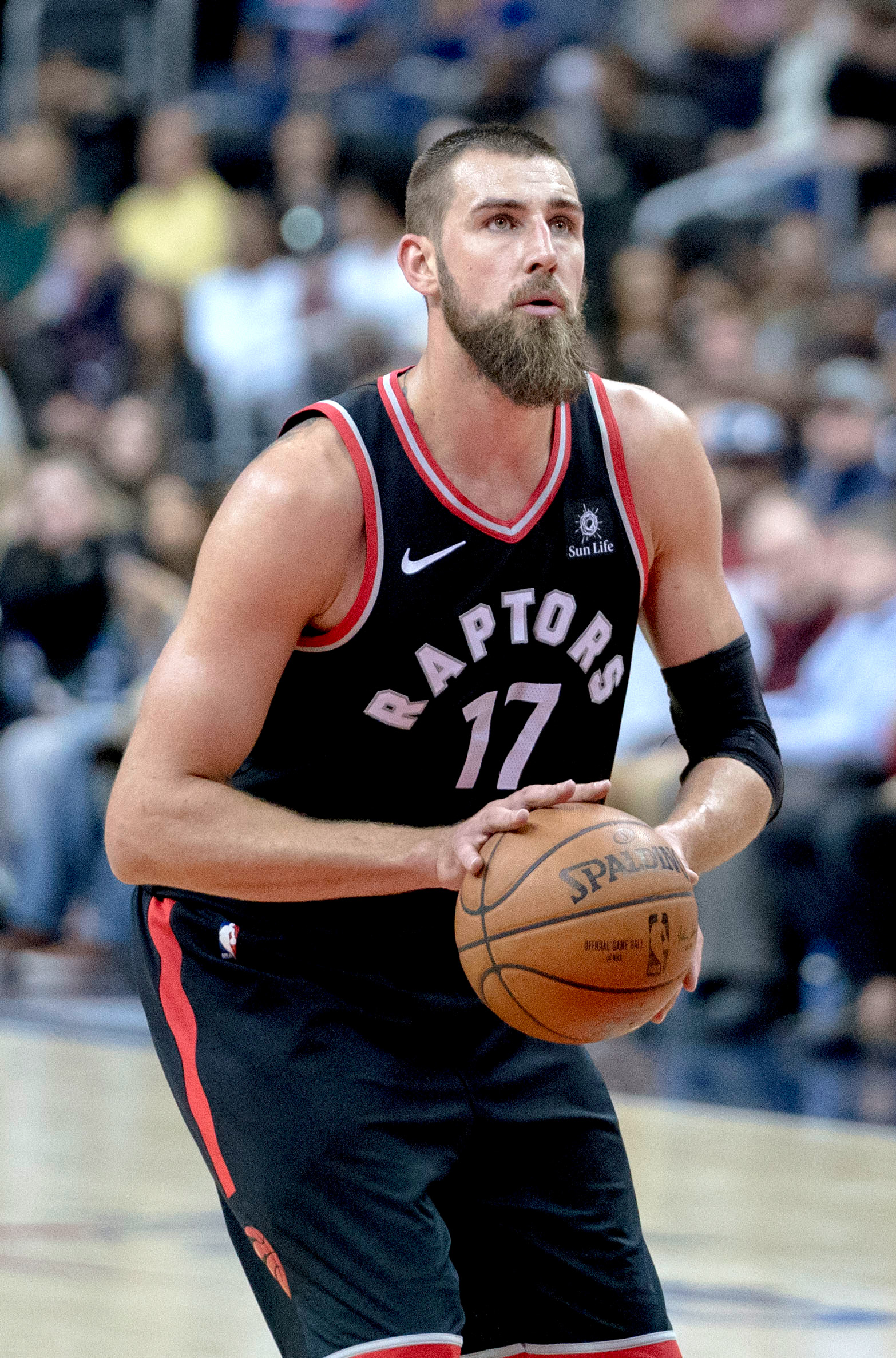
Valančiūnas com o Toronto Raptors em 2018

Em 11 de janeiro de 2018, Valančiūnas teve 15 pontos e 18 rebotes, o recorde da temporada, em uma vitória de 133–99 sobre o Cleveland Cavaliers. Em 26 de janeiro de 2018, ele teve 28 pontos e 14 rebotes em uma derrota de 97–93 para o Utah Jazz.
No Jogo 2 da série de primeira rodada contra o Washington Wizards, Valančiūnas teve 19 pontos e 14 rebotes, enquanto Toronto assumiu a liderança por 2–0 em uma série de playoffs pela primeira vez na história da franquia com uma vitória de 130–119. Foi seu 12º duplo-duplo nos playoffs, igualando Antonio Davis como o maior número na história dos Raptors. Ele estabeleceu o recorde de mais duplos-duplos dos Raptors nos playoffs no Jogo 5 com 14 pontos e 13 rebotes. A equipe venceu a série em seis jogos para avançar para a segunda rodada. No Jogo 1 da segunda rodada contra os Cavaliers, Valančiūnas registrou 21 pontos e 21 rebotes em uma derrota por 113–112 na prorrogação. Essa foi a melhor performance de duplos-duplos de um jogador dos Raptors na história dos playoffs da franquia. Os Raptors foram varridos pelos Cavaliers pelo segundo ano consecutivo.

#### Temporada de 2018–19
Em 21 de novembro de 2018, Valančiūnas teve 24 pontos e 13 rebotes em uma vitória por 124–108 sobre o Atlanta Hawks. Em 5 de dezembro, ele marcou 18 de seus 26 no quarto quarto da vitória por 113–102 sobre o Philadelphia 76ers.
Em 13 de dezembro, ele foi descartado por pelo menos quatro semanas após passar por uma cirurgia no polegar esquerdo, uma lesão que sofreu na noite anterior contra o Golden State Warriors.

### Memphis Grizzlies (2019–2021)
Em 7 de fevereiro de 2019, Valančiūnas foi negociado, junto com C. J. Miles, Delon Wright e uma escolha de segunda rodada do draft de 2024, para o Memphis Grizzlies em troca de Marc Gasol.
Em 12 de fevereiro, após receber alta médica para retornar da lesão no polegar, Valančiūnas fez sua estreia pelos Grizzlies, registrando 23 pontos e 10 rebotes em uma derrota por 108–107 para o San Antonio Spurs. Em 20 de março, ele  marcou 33 pontos, o recorde de sua carreira, e teve 15 rebotes na vitória por 126–125 na prorrogação sobre o Houston Rockets. Dois dias depois, ele teve 23 pontos e 24 rebotes, o recorde de sua carreira, em uma derrota por 123–119 na prorrogação para o Orlando Magic. Ele estabeleceu o recorde da franquia de mais rebotes defensivos em um jogo (23), superando Shareef Abdur-Rahim, que teve 18 rebotes defensivos duas vezes. Em 30 de março, ele estabeleceu um recorde da carreira com 34 pontos e 20 rebotes em uma vitória de 120–115 sobre o Phoenix Suns. Foi o sexto duplo-duplo consecutivo com a sequência terminando no dia seguinte contra o Los Angeles Clippers após machucar o tornozelo direito no terceiro quarto. Em 1º de abril, ele foi descartado pelo resto da temporada com uma entorse de grau II no tornozelo direito.
Em 11 de julho de 2019, Valančiūnas assinou um contrato de três anos e US$ 45 milhões com os Grizzlies. Em 28 de fevereiro de 2020, ele pegou 25 rebotes, recorde da sua carreira, no entanto, seu time perdeu por 101–104 para o Sacramento Kings. Em 29 de fevereiro de 2020, Valančiūnas registrou 22 pontos e 20 rebotes, ajudando seu time a derrotar os líderes da Conferência Oeste, Los Angeles Lakers, por 105–88. Em 13 de agosto de 2020, Valančiūnas alcançou o primeiro triplo-duplo de sua carreira: 26 pontos, 19 rebotes e 12 assistências e levou seu time a uma vitória crucial, que garantiu chances de jogar nos playoffs, contra os líderes da Conferência Oeste, Los Angeles Lakers.
Em 10 de março de 2021, Valančiūnas registrou um duplo-duplo com 29 pontos, 20 rebotes e 4 bloqueios em uma vitória de 127–112 sobre o Washington Wizards, tornando-se o primeiro jogador na história da franquia a registrar pelo menos 25 pontos, 20 rebotes e 4 bloqueios em um jogo. Em 10 de abril, Valančiūnas teve 34 pontos e 22 rebotes em uma derrota de 132–125 para o Indiana Pacers. Em 12 de abril, ele registrou seu 15º duplo-duplo consecutivo com 26 pontos e 14 rebotes, um recorde de franquia, para liderar os Grizzlies sobre o Chicago Bulls por 101–90. Sua sequência recorde de duplo-duplos superou uma marca estabelecida por Zach Randolph em janeiro de 2011.

### New Orleans Pelicans (2021–2024)
Em 7 de agosto de 2021, Valančiūnas foi negociado, junto com Eric Bledsoe, Steven Adams e uma escolha de primeira rodada de 2022, com o New Orleans Pelicans.
Em 20 de outubro, Valančiūnas assinou uma extensão de contrato de dois anos e US$ 30 milhões com os Pelicans.
Em 29 de novembro, Valančiūnas registrou 39 pontos, o recorde da carreira, com sete cestas de três pontos, junto com 15 rebotes, em uma vitória de 123–104 sobre o Los Angeles Clippers.

### Washington Wizards (2024–presente)
Em 6 de julho de 2024, Valančiūnas assinou um contrato de três anos e US$ 30 milhões como parte de um acordo de assinatura e troca com o Washington Wizards. New Orleans adquiriu uma escolha de segunda rodada de 2027 em troca.

## Carreira na seleção

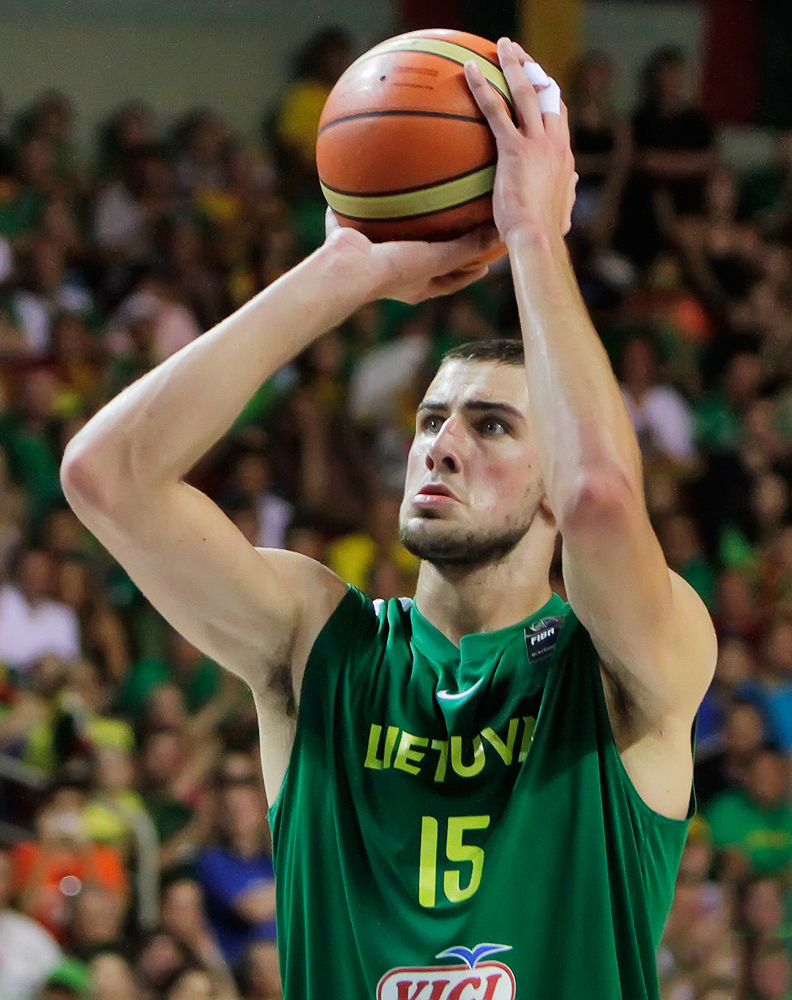
Valančiūnas com a seleção Sub-19 da Lituânia

Valančiūnas fez sua estreia pela seleção júnior da Lituânia no EuroBasket Sub-16 de 2008, na Itália. Ele dominou durante todo o torneio e teve médias de 14,3 pontos, 11,1 rebotes e 2,3 bloqueios em 23,5 minutos de ação. Seu time ganhou a medalha de ouro e ele foi escolhido como o MVP.
Em 2010, Valančiūnas levou a Lituânia a outra medalha de ouro no EuroBasket Sub-18 de 2010, realizado na Lituânia. Valančiūnas teve médias de 19,4 pontos, 13,4 rebotes e 2,7 bloqueios, e foi eleito o MVP.
Valančiūnas também foi membro do time que competiu na Copa do Mundo Sub-19 de 2011 na Letônia. Ele liderou seu time para conquistar a medalha de ouro com médias de 23,0 pontos, 13,9 rebotes e 3,2 bloqueios em 31 minutos. Mais tarde, ele foi nomeado o MVP do torneio. Valančiūnas marcou 36 pontos na final contra a Sérvia, que foi a maior pontuação marcada em um jogo por qualquer jogador no torneio.

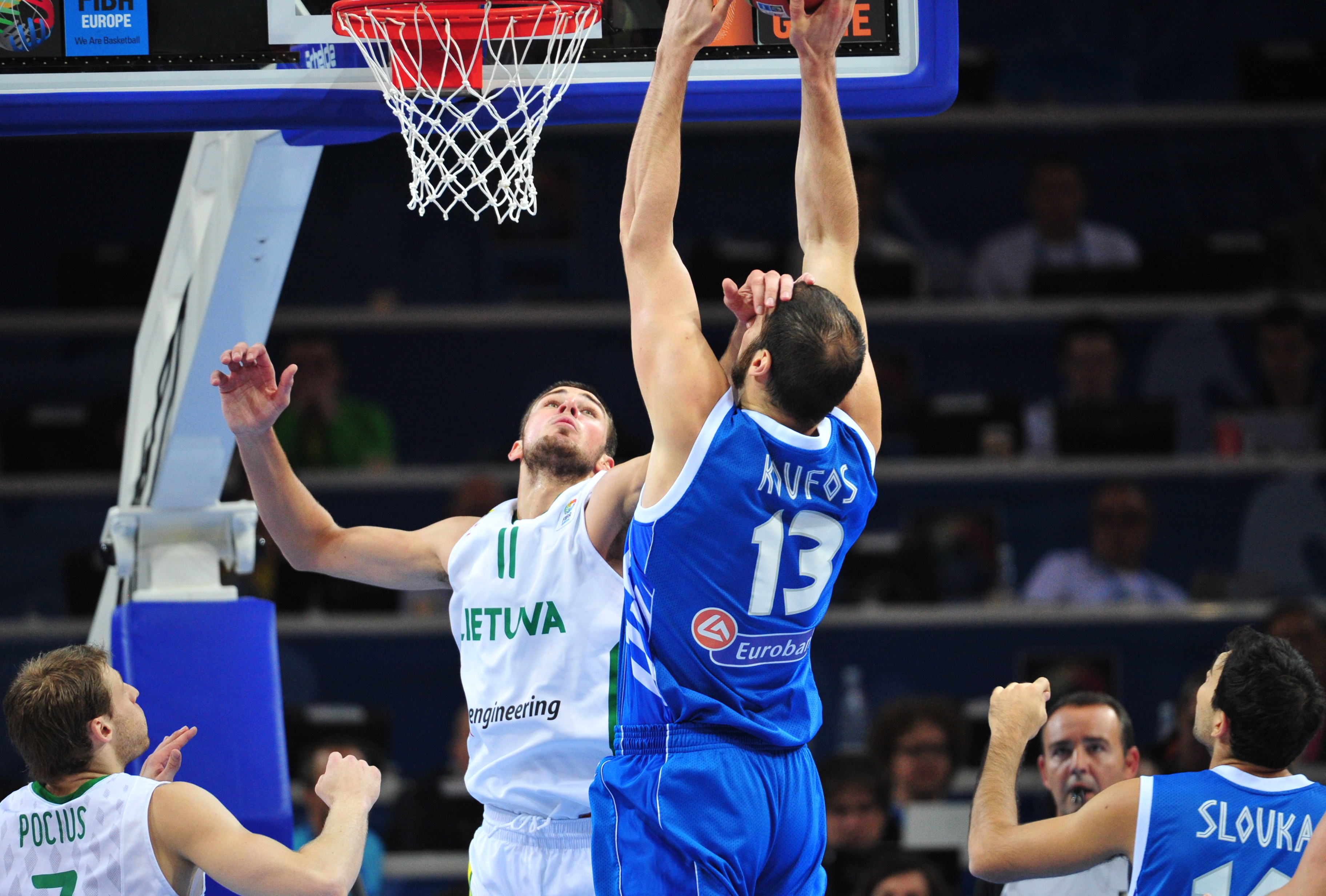
Valančiūnas contra Kosta Koufos da Seleção Grega

Valančiūnas estreou na Seleção Lituana no EuroBasket de 2011. Em sua partida de estreia contra a República Tcheca, ele registrou 26 pontos e 11 rebotes. Embora Valančiūnas não tenha conseguido ser um líder nos primeiros 4 jogos do torneio, ele se tornou um dos jogadores-chave com médias de 8,4 pontos e 4,1 rebotes em apenas 15,7 minutos. Ele também ajudou a Lituânia a conquistar o quinto lugar, o que garantiu a qualificação para o Torneio de Qualificação Olímpica de 2012. Até hoje, ele é o lituano mais jovem de todos os tempos a representar a seleção nacional principal em um torneio principal.
Em 2013, Valančiūnas ganhou uma medalha de prata no EuroBasket de 2013. Na Copa do Mundo de 2014, ele liderou o time lituano, que terminou em quarto lugar. Valančiūnas também foi um dos melhores jogadores do EuroBasket de 2015 e foi escolhido para a Equipe do Torneio, junto com seu companheiro de equipe, Jonas Mačiulis, após ter médias de 16 pontos e 8,4 rebotes. O time lituano ganhou sua segunda medalha de prata consecutiva na competição.
Em 2017, Valančiūnas competiu no EuroBasket de 2017, onde a equipe terminou em 9º lugar geral. Valančiūnas teve médias de 15,8 pontos e 12 rebotes. Ele liderou o torneio em duplos-duplos e rebotes por jogo. Em 2019, Valančiūnas jogou na Copa do Mundo de 2019, onde a Lituânia terminou em 9º lugar geral. Valančiūnas liderou sua equipe em pontos e rebotes totais com médias de 14,0 pontos e 8,8 rebotes.
Em 2023, Valančiūnas jogou na Copa do Mundo de 2023, onde a Lituânia terminou em 6º lugar geral. Ele teve médias de 14,8 pontos e 8,8 rebotes, o que incluiu uma vitória sensacional contra os EUA. Ele se tornou o segundo jogador (junto com José Ortiz) a registrar múltiplos duplos-duplos em três torneios da Copa do Mundo desde 1994. Em reconhecimento ao seu desempenho individual, Valančiūnas foi nomeado para a Segundo-Equipe da Copa do Mundo.

## Estatísticas na NBA

### Temporada regular
| Ano      | Equipe      | PJ  | PT  | MPJ  | AP   | 3P   | LL   | RT   | AS  | BR | TO  | PPJ  |
| -------- | ----------- | --- | --- | ---- | ---- | ---- | ---- | ---- | --- | -- | --- | ---- |
| 2012–13  | Toronto     | 62  | 57  | 23.9 | .557 | —    | .789 | 6.0  | .7  | .3 | 1.3 | 8.9  |
| 2013–14  | Toronto     | 81  | 81  | 28.2 | .531 | .000 | .762 | 8.8  | .7  | .3 | .9  | 11.3 |
| 2014–15  | Toronto     | 80  | 80  | 26.2 | .572 | .000 | .786 | 8.7  | .5  | .4 | 1.2 | 12.0 |
| 2015–16  | Toronto     | 60  | 59  | 25.9 | .565 | —    | .761 | 9.1  | .7  | .4 | 1.3 | 12.8 |
| 2016–17  | Toronto     | 80  | 80  | 25.8 | .557 | .500 | .811 | 9.5  | .7  | .5 | .8  | 12.0 |
| 2017–18  | Toronto     | 77  | 77  | 22.4 | .568 | .405 | .806 | 8.6  | 1.1 | .4 | .9  | 12.7 |
| 2018–19  | Toronto     | 30  | 10  | 18.8 | .575 | .300 | .819 | 7.2  | 1.0 | .4 | .8  | 12.8 |
| 2018–19  | Memphis     | 19  | 17  | 27.7 | .545 | .278 | .769 | 10.7 | 2.2 | .3 | 1.6 | 19.9 |
| 2019–20  | Memphis     | 70  | 70  | 26.4 | .585 | .352 | .740 | 11.3 | 1.9 | .4 | 1.1 | 14.9 |
| 2020–21  | Memphis     | 62  | 61  | 28.3 | .592 | .368 | .773 | 12.5 | 1.8 | .6 | .9  | 17.1 |
| 2021–22  | New Orleans | 74  | 74  | 30.3 | .544 | .361 | .820 | 11.4 | 2.6 | .6 | .8  | 17.8 |
| 2022–23  | New Orleans | 79  | 79  | 24.9 | .547 | .349 | .826 | 10.2 | 1.8 | .3 | .7  | 14.1 |
| 2023–24  | New Orleans | 82  | 82* | 23.5 | .559 | .308 | .785 | 8.8  | 2.1 | .4 | .8  | 12.2 |
| Carreira | Carreira    | 856 | 827 | 25.5 | .561 | .292 | .788 | 9.4  | 1.3 | .4 | 1.0 | 13.7 |

### Play-in
| Ano      | Equipe      | PJ | PT | MPJ  | AP   | 3P    | LL    | RT   | AS  | BR | TO  | PPJ  |
| -------- | ----------- | -- | -- | ---- | ---- | ----- | ----- | ---- | --- | -- | --- | ---- |
| 2020     | Memphis     | 1  | 1  | 34.0 | .500 | .000  | 1.000 | 17.0 | 6.0 | .0 | .0  | 22.0 |
| 2021     | Memphis     | 2  | 2  | 31.6 | .591 | .500  | .500  | 17.5 | 2.0 | .0 | 1.5 | 16.0 |
| 2022     | New Orleans | 2  | 2  | 30.8 | .522 | .000  | .500  | 11.5 | 1.5 | .5 | 1.0 | 15.0 |
| 2023     | New Orleans | 1  | 1  | 30.4 | .778 | 1.000 | .500  | 18.0 | 3.0 | .0 | .0  | 16.0 |
| 2024     | New Orleans | 2  | 2  | 23.5 | .391 | .000  | 1.000 | 11.0 | 2.0 | .5 | 1.0 | 11.5 |
| Carreira | Carreira    | 8  | 8  | 30.0 | .556 | .300  | .700  | 15.0 | 2.9 | .2 | .7  | 16.1 |

### Playoffs
| Ano      | Equipe      | PJ | PT | MPJ  | AP   | 3P   | LL   | RT   | AS  | BR | TO  | PPJ  |
| -------- | ----------- | -- | -- | ---- | ---- | ---- | ---- | ---- | --- | -- | --- | ---- |
| 2014     | Toronto     | 7  | 7  | 28.6 | .633 | —    | .636 | 9.7  | .3  | .0 | 1.0 | 10.9 |
| 2015     | Toronto     | 4  | 4  | 26.4 | .500 | —    | .875 | 9.3  | .5  | .5 | .3  | 11.3 |
| 2016     | Toronto     | 12 | 10 | 26.7 | .567 | —    | .744 | 10.8 | .9  | .8 | 1.2 | 13.8 |
| 2017     | Toronto     | 10 | 6  | 22.6 | .543 | .000 | .727 | 6.7  | .2  | .2 | .6  | 11.2 |
| 2018     | Toronto     | 10 | 9  | 24.4 | .542 | .400 | .824 | 10.5 | 1.2 | .4 | 1.5 | 14.6 |
| 2021     | Memphis     | 5  | 5  | 33.1 | .569 | .250 | .875 | 9.8  | 2.6 | .6 | .6  | 15.0 |
| 2022     | New Orleans | 6  | 6  | 29.1 | .485 | .167 | .769 | 14.3 | 3.0 | .7 | .2  | 14.5 |
| 2024     | New Orleans | 4  | 4  | 22.4 | .524 | .000 | .824 | 11.0 | 1.3 | .5 | .0  | 14.5 |
| Carreira | Carreira    | 58 | 51 | 26.6 | .545 | .163 | .784 | 10.2 | 1.2 | .4 | .6  | 13.2 |

## Vida pessoal
Valančiūnas e sua esposa, Eglė Ačaitė, têm dois filhos.
Valančiūnas é o rosto da campanha "Itty Bitty Ballers", que comercializa miniaturas com tema de basquete. Os lucros da venda vão para a instituição de caridade MLSE Foundation. Ele também tem sua própria fundação de caridade, a Jonas Valančiūnas Foundation, que foi criada em maio de 2017. É uma organização sem fins lucrativos com o objetivo de ajudar adolescentes com desafios comportamentais. Sua fundação abriu o lar diurno para adolescentes "Išvien" (United) em agosto de 2018.

### Carreira de ator
Em 2012, Valančiūnas apareceu em dois documentários de basquete, The Other Dream Team e We are... for the Lithuania!. Em 2016, Valančiūnas interpretou um ladrão de aldeia na comédia de humor negro lituana Received Call 3, na qual ele roubou uma TV de plasma e um pequeno carro de polícia.